# Короткая симфония (Вольф-Феррари)
Короткая симфония (лат. Sinfonia Brevis) ми-бемоль мажор Op. 28 — симфония Эрманно Вольф-Феррари, написанная в 1947 году.
В симфонии четыре части:
1. Andante tranquillo
2. Capriccio. Andante scherzando
3. Adagio non troppo
4. Allegro assai — quasi presto

Примерная продолжительность 35 минут.
Симфония принадлежит к числу поздних произведений композитора, на протяжении всей жизни известного преимущественно своими операми, но в 1940-е годы создавшего ряд камерных и симфонических сочинений, в которых, как отмечала позднейшая критика, продемонстрировано совершенное отсутствие интереса к новейшим тенденциям в развитии музыки. В музыке симфонии отмечался вагнерианский колорит, а контраст в третьей части между напоминающей баркаролу главной темой и побочными эпизодами, отсылающими то к Мендельсону, то к Шуберту, то к Шуману, отвечает общей творческой манере композитора, синтезировавшего в своём творчестве итальянские и немецкие влияния. В симфонии в целом преобладают позитивные настроения, от мирного разрешения первой части до жизнерадостного финала, хотя в адажио танцевальность чередуется с траурными мотивами.
Запись симфонии осуществил в 1996 году Симфонический оркестр Франкфуртского радио под управлением Алина Франкиса.